# Lumbricina
A Lumbricina a gyűrűsférgek törzsébe, ezen belül a nyeregképzők osztályába, a kevéssertéjűek alosztályába, a Haplotaxida rendbe tartozó alrend. Ide tartoznak többek között a közismert földigiliszták (Lumbricidae). Jelentős szerepet játszanak a szerves anyagok lebontásában, de ürülékük és járataik által a talaj fizikai adottságait is befolyásolják. Emiatt az "ökoszisztéma mérnök" (angolul ecosystem engineer) szervezetek közé tartoznak.

## Megjelenésük
A Lumbricina alrend alkotja a gyűrűsférgek legjelentősebb csoportját. Jól láthatóan gyűrűzött, hengeres testű állatok. Egy külső gyűrű egy belső szelvénynek felel meg. A Kárpát-medencében élő fajok szelvényszáma 50-350, a kifejlett példányok testhossza 1,5 és 40 cm között változik. Amikor összehúzódnak, hosszuk kb. a felére zsugorodik. Az első kivételével minden gyűrűhöz 4 pár merev kampóserte kapcsolódik. A keskenyebb testvégen a szájnyílás, a másikon a végbélnyílás található.
Az állat testét csupasz, nyálkás bőr fedi, ennek típusa egyrétegű hengerhám. A bőrével védekezik, lélegzik és fényt érzékel. A bőre ugyanakkor a mozgásában is részt vesz, mert összenőtt az alatta lévő izommal. Az izomzat a testet tömlőszerűen veszi körül. Innen a mozgásszerv neve, a bőrizomtömlő. A földigiliszta testének első harmadán néhány gyűrű sötétebb színű és vastagabb. Ez a nyereg, amely a bőrizomtömlőből kialakult szaporítószerv. Váladékából az állat egy kis tartályfélét képez, amelybe aztán a petéit helyezi. A kis petetartó képződmény neve gubó.
A földben vagy az iszapban élnek, néhány fajuk kétéltű. A táplálkozási lánc alján helyezkednek el.

## Életmódja
Hasznos állatok, a talajban lévő növényi részekkel táplálkozva trágyát állítanak elő. Az ürülékükkel és földalatti járataikkal a talaj minőségét javítják. Minimum művelésű mezőgazdálkodási területeken sokkal több a talaj egészségét jelző földigiliszta. A horgászok gyakran használják csaliként legismertebb faját, a közönséges földigilisztát (Lumbricus terrestris).

## Rendszerezés
A Lumbricina alrend besorolása a legújabb genetikai alapú (filogenetikus) rendszertani osztályozás szerint:
Ország: Állatok (Animalia)

Alország: Valódi szövetesek (Eumetazoa)

Csoport: Kétoldali részarányosak (Bilateria)

Csoport: Ősszájúak (Protostomia)

Főtörzs: Tapogatós-csillókoszorús állatok (Lophotrochozoa)

Csoport: Csillókoszorús lárvájúak (Trochozoa)
- Törzs: Puhatestűek (Mollusca)
- Törzs: Fecskendőférgek (Sipuncula)
- Törzs: Zsinórférgek (Nemertea)
- Törzs: Ormányosférgek (Echiura)
- Törzs: Gyűrűsférgek (Annelida)
  - Osztály: Soksertéjűek (Polychaeta) – a tengeri gyűrűsférgek többsége
  - Osztály: Olajosgiliszta-szerűek (Aphanoneura)
  - Osztály: Nyeregképzők (Clitellata)
    - Alosztály: Piócák (Hirudinoidea)
    - Alosztály: Kevéssertéjűek (Oligochaeta)
      - Rend: Lumbriculida – mocsári giliszták
      - Rend: Haplotaxida – zsinórgiliszta-alakúak 
        - Alrend: Haplotaxina – zsinórgiliszták
        - Alrend: Tubificina – csővájó férgek
        - Alrend: Lumbricina

### Családjai
Az alrendbe a következő öregcsaládok és családok tartoznak:
- Criodriloidea
  - Criodrilidae
- Eudriloidea
  - Eudrilidae
- Glossoscolecoidea
  - Kynotidae
  - Microscolecidae vagy Microchaetidae
  - Glossoscolecidae
  - Almidae
- Lumbricoidea
  - Ailoscolecidae
  - Hormogastridae
  - Földigiliszta-félék (Lumbricidae)
  - Lutodrilidae
- Alluroidoidea
  - Alluroididae
- Megascolecoidea
  - Acanthodrilidae 
  - Megascolecidae
  - Ocnerodrilidae
  - Octochaetidae
  - Exxidae
  - Tumakidae
- Sparganophiloidea
  - Sparganophilidae

## Egyes fajai
- közönséges földigiliszta (Lumbricus terrestris) – kozmopolita
- erdei giliszta (Lumbricus polyphemus) – a Kárpát-medencében a legnagyobb földigiliszta-faj, 15–50 cm, barna erdei talajban gyakori
- tejfehér giliszta (Octolasion lacteum) – mészben gazdag talajokban él, kozmopolita
- rózsaszínű giliszta (Aporrectodea rosea) – nyáron diapauzába vonul
- trágyagiliszta (Eisenia fetida) – a szerves hulladék lebontásában fontos
- világító giliszta (Eisenia lucens) – hegyvidéki, korhadó fatörzsekben él
- barlangi giliszta (Helodrilus mozsariorum) – megtalálható például a Baradla-barlang vízzel telt szifonjaiban
- ausztráliai óriásgiliszta (Megascolides australis) – a kifejlett példány 3 méter hosszúra is megnő![2]